# Sven Vermant
Sven Vermant (4 de Abril de 1973) é um futebolista belga que é volante e joga desde 2005 no Club Brugge.